# Wincenty Rzymowski

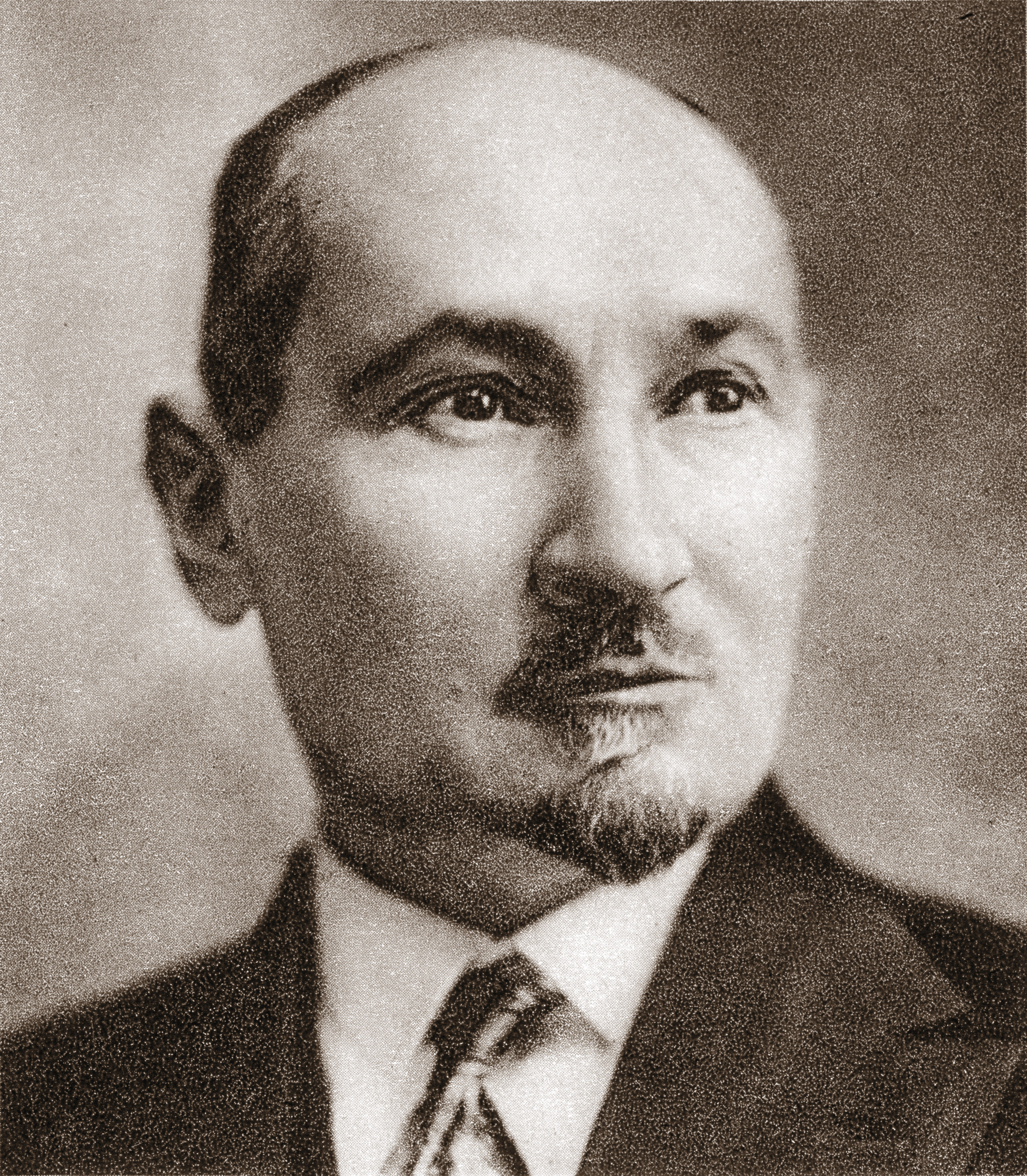
Wincenty Rzymowski

Wincenty Rzymowski (sinh ngày 19 tháng 06 năm 1883 - mất ngày 30 tháng 04 năm 1950) là một chính trị gia và nhà văn người Ba Lan. Ông là một trong những gương mặt tiêu biểu của chủ nghĩa Stalin ở Ba Lan thời hậu chiến.

## Tiểu sử
Ở Đệ nhị Cộng hòa Ba Lan, Wincenty Rzymowski là một thành viên của Đảng Dân chủ và là một nhà báo nổi tiếng. Sau một cuộc tranh cãi liên quan đến cáo buộc đạo văn, ông bị buộc phải từ chức thành viên của Viện Hàn lâm Văn học Ba Lan.
Trong những năm Chiến tranh thế giới thứ hai, Wincenty Rzymowski bắt đầu hợp tác với Liên Xô. Ông tham gia Liên minh những người yêu nước Ba Lan, làm Bộ trưởng Văn hóa Nghệ thuật trong Ủy ban Giải phóng Dân tộc Ba Lan và Bộ trưởng Bộ Ngoại giao trong Chính phủ Thống nhất Quốc gia lâm thời được thành lập bởi Stalin. Wincenty Rzymowski đại diện cho Ba Lan trong buổi ký kết Hiến chương Liên Hợp Quốc.
Wincenty Rzymowski còn là nghị sĩ của Hội đồng Quốc gia Nhà nước và Thượng nghị viện. Từ năm 1974 cho đến cuối đời, ông làm Bộ trưởng không bộ trong chính phủ cộng sản Ba Lan.